# 豊中市立第五中学校
豊中市立第五中学校（とよなかしりつ だいごちゅうがっこう）は、大阪府豊中市立花町一丁目にある公立中学校。

## 歴史
- 1952年4月1日 - 開校。当初は仮校舎で授業。
- 1952年8月2日 - 現在地に校舎完成、移転。
- 1952年9月20日 - 第一期工事落成式を実施。この日を開校記念日とする。
- 1954年9月20日 - 校旗制定。
- 1959年4月1日 - 養護学級設置。
- 1961年7月10日 - プール竣工。
- 1967年4月10日 - 国立療養所刀根山病院に入院する生徒に対する教育を目的として、同病院内に刀根山分校（院内学級）を設置。
- 1972年3月31日 - 刀根山分校は大阪府に移管され、大阪府立茨木養護学校刀根山分校（現在は独立校となり大阪府立刀根山支援学校）となる。
- 1984年4月10日 - 豊中市教育委員会から同和教育研究校の指定を受ける。
- 2015年3月13日 - 校舎リニューアル工事を実施し、この日から新校舎での授業である。

## 通学区域
- 豊中市立箕輪小学校、豊中市立克明小学校、豊中市立原田小学校の通学区域。
  - 豊中市立中学校通学区域一覧表を参照。

## 交通
- 豊中駅 南西へ約600m（徒歩8分）。

## 著名な出身者
- 藤原恭大 (野球)
- 山本香苗 (政治家)